# برگ‌پوش سبز کوچک
برگ‌پوش سبز کوچک (نام علمی: Chloropsis cyanopogon) نام یک گونه از خانواده برگ‌پوش است.